# RAEC Mons
Der Royal Albert-Elisabeth Club Mons, besser bekannt als RAEC Mons, war ein belgischer Fußballverein aus Mons im Hennegau mit dem Spitznamen „Les Dragons d'Albert“ (deutsch Die Drachen Alberts). Benannt wurde er 1910 nach dem damaligen Königspaar Albert I. und Elisabeth. Er wurde 2015 aufgelöst.

## Geschichte
Der Verein entstand 1909 aus einer Fusion von Club Amateur Sportif und Stade Montois, spielte jahrelang unterklassig und schaffte 2000 den Aufstieg in die belgische Division 2, die zweithöchste Spielklasse. Zwei Jahre später gelang dann erstmals der Aufstieg in die Erste Division, aus der der Klub jedoch 2005 wieder absteigen musste. Allerdings gelang als Zweitligameister der sofortige Wiederaufstieg und die Mannschaft spielte von 2006 bis 2009 wieder erstklassig. In der Saison 2008/09 erfolgte als Tabellenletzter der erneute Abstieg in die zweite Division. In den Spielzeiten 2009/10 und 2010/11 (EXQI-League) beendete der Verein die Saison jeweils auf dem dritten Tabellenplatz. 2011 konnte durch den Erfolg in der Tour Final Division 2 der Wiederaufstieg in die erste Division erreicht werden.
Im Belgischen Fußballpokal 2011/2012 unterlag der RAEC Mons erst im Halbfinale dem KV Kortrijk. Das Hinspiel in Mons ging mit 1:2 verloren und das Rückspiel, eine Woche später, endete dann unentschieden 2:2, womit Mons ausgeschieden war.
Nach der Niederlage gegen Gent am 25. Februar 2012 erklärte Trainer Dennis van Wijk, dass er seinen Vertrag für die kommende Spielzeit nicht verlängern werde, worauf der Verein am darauf folgenden Tag van Wijk mit sofortiger Wirkung entließ. Am Dienstag, den 28. Februar 2012 verpflichtete RAEC Mons Enzo Scifo als neuen Trainer, der einen Vertrag bis 30. Juni 2013 unterzeichnete. Er wurde am 23. September 2013 von Geert Broeckaert als Interimstrainer abgelöst. Ab 27. September 2013 war der Mazedonier Čedomir Janevski neuer Trainer. In der Saison 2014/2015 ist Didier Beugnies an seiner Stelle.
Am 16. Februar 2015 gab der Verein die Insolvenz bekannt und wurde aufgelöst.

## Spieler
- Jean Claessens (1945–1946)
- Daré Nibombé (2003–2008)
- Mustapha Jarju (2008–2011)

## Trainer
- Marc Grosjean (2002–2003)
- Sergio Brio (2003–2004)
- Michel Wintacq (2004)
- Jos Daerden (2004–2005)
- Jose Riga (2005–2008)
- Albert Cartier (2008)
- Phillipe Saint-Jean (2008)
- Thierry Pister (2000–2001, 2008)
- Rudi Cossey (2008)
- Christophe Dessy (2008–2009)
- Rudi Cossey (2009)
- Geert Broeckaert (2009–2011)
- Dennis van Wijk (2011–2012)
- Enzo Scifo (2012–2013)
- Geert Broeckaert (2013)

## Leitung
| Cheftrainer     | Čedomir Janevski     |
| Co-Trainer      | Geert Broeckaert     |
| Torwarttrainer  | Philippe Vande Walle |
| Fitnesstrainer  | Bruno Leclercq       |
| Mannschaftsarzt | Vincent Thoelen      |
| --------------- | -------------------- |

| Präsident          | Dominique Leone |
| Generaldirektor    | Alain Lommers   |
| Sportlicher Leiter | Dimitri Mbuyu   |
| ------------------ | --------------- |